# Václav Haas
Václav Antonín Haas, také Wenc. Georg či Venceslaus, (1694 – 2. října 1768 Hradec Králové) byl český varhaník a skladatel.

## Život a dílo
Václav Antonín Haas je znám jako varhaník katedrály sv. Ducha v Hradci Králové. Byl skladatelem převážně chrámové hudby i když mezi dochovanými skladbami nechybí ani skladby instrumentální. Jeho díla byla značně rozšířena v Čechách i na Moravě. Do dnešní doby se dochoval notový materiál v archivech kostelů a klášterů v Praze, v Hradci Králové, v Broumově, Mělníku, v Brně, Blížkovicích a Kvasicích.
Z jeho rozsáhlého sepolkra Ortus et occasus seu Vita et Mor Divi Joannis Nepomuceni (Zrození a skon neboli Život a smrt sv. Jana Nepomuckého), provedeného v roce 1730 v Hradci Králové, se dochovalo pouze libreto.